# 菅原えり
菅原 えり（すがわら えり、1987年2月24日 - ）は、日本の元女優。岩手県盛岡市出身。

## 略歴
岩手県や宮城県を中心にリポーター、モデルとして活動を始める。大学卒業後、上京しフリーアナウンサーを経て、モデル、タレントとして活動するも2016年8月に引退した。

## 主な出演作品

### 映画
- ヒカリエイガ「SAMURAI MODE 〜拙者カジュアル〜」（2013年、堀井彩監督） - 主演
- 死んだ魚のような目をした魚のような生き方はしない（2013年、アベラヒデノブ監督） - 野老沢ノリエ役
- インターミッション（2013年、フィルムパーナーズ）
- サンセットドライブ（2014年、樋本淳監督） - ユキ役

### テレビ
- テレビ朝日「スーパーJチャンネル」 - リポーター
- BS朝日「お昼のニュースアクセス」 - リポーター
- 千葉テレビ「ザ・サンデー千葉市」 - リポーター
- 千葉テレビ「ビジネスフラッシュ 2nd Stage」 - 対談進行役
- テレビ神奈川「ありがとッ!」 - リポーター
- 東京MX「未来展望」 - リポーター

### ラジオ
- FM-FUJI「SUNDAY IN THE PARK」（2011.1.2 - 12.25）
- 仙台シティエフエム「トワイライトウェーブ」

### 舞台
- 部屋の中（2014年）
- エンドレスリピート（2015年）
- ひまわりと提灯とアイツ（2015年）

### 広告
- Kracie 「いち髪」東北地区CF・スチール
- ワコール「CW-X」LINKS モデル
- Jaccsミラタネ「ベトナミーズスパイス」 WEBCM
- リクルート住まいカンパニー「SUUMOカウンター」WEBCM
- NEXONマビノギ「気の利いた差し入れ」編 WEBCM
- マルエツテレビ朝日「わくわくキャンペーン」2015年度　テレビCM
- 伊勢半「ヒロインメイク　アイライナー」WEBドラマCM
- 西武鉄道「秩父イマココ!お泊りコースプラン」WEBモデル
- 東急ステイ「Satisfied Stay/また泊まりたくなるホテル」WEBCM

### 雑誌
- With（講談社）「あの人のポーチの中身特集」
- VoCE（講談社）「メイクの秘訣」局地的BEST3
- Medetta（エフエム富士）Vol.34　表紙、巻頭コラム

## 受賞歴
- 2008年 Kracie「いち髪」いち髪な人・東北地区グランプリ